# Freaks
Freaks (La parada de los monstruos en España y Fenómenos en Hispanoamérica) es una película estadounidense de 1932 dirigida por Tod Browning.
En 1931 el director había alcanzado un gran éxito con Drácula. Decidió volver a la Metro-Goldwyn-Mayer y hacer otra película. En ese momento su amigo Harry Earles, un enano alemán, le sugirió la idea de adaptar el cuento corto de Tod Robbins, Espuelas (Spurs, 1923), acerca de la venganza de un enano, artista de circo, hacia la trapecista que intentó quedarse con su dinero casándose con él. Earles pasa a protagonizar la película en el papel de Hans, el enano protagonista. Durante el rodaje Browning amplió el número de intérpretes con deformidades físicas reales que desfilarían en la pantalla, de manera tal que estos se convierten en el verdadero centro de la historia, simplemente mostrando en escenas cotidianas su forma de vivir.

## Argumento
En un circo ambulante lleno de seres deformes, tullidos y personas con diversas amputaciones y malformaciones físicas, Hans (Harry Earles), un hombre con enanismo, hereda una gran fortuna. A partir de este momento, Cleopatra (Olga Baclanova), una atractiva trapecista, intentará seducir al enano, junto a su amante, el forzudo Hércules (Henry Victor). Desenmascaradas las intenciones de la trapecista y una vez al descubierto el humillante engaño amoroso por parte de Hans, la venganza de todos los "freaks" se alzará.

## Reparto
| Actor                  | Papel                                                                |
| ---------------------- | -------------------------------------------------------------------- |
| Wallace Ford           | Phroso                                                               |
| Leila Hyams            | Venus                                                                |
| Olga Baklánova         | Cleopatra                                                            |
| Henry Victor           | Hércules                                                             |
| Harry Earles           | Hans                                                                 |
| Daisy Earles           | Frieda                                                               |
| Roscoe Ates            | Roscoe                                                               |
| Rose Dione             | Madame Tetrallini                                                    |
| Daisy y Violeta Hilton | Gemelas siamesas                                                     |
| Schlitzie              | Schlitze                                                             |
| Josephine Joseph       | Media mujer, medio hombre                                            |
| Johnny Eck             | Medio hombre                                                         |
| Frances O'Connor       | Mujer sin brazos                                                     |
| Peter Robinson         | Esqueleto humano                                                     |
| Olga Roderick          | Mujer barbuda                                                        |
| Minnie Woolsey         | Koo Koo (Koo Koo, la Mujer Ave)                                      |
| Prince Randian         | El torso viviente                                                    |
| Martha Morris          | Mujer sin brazos                                                     |
| Elvira Snow            | Pinhead                                                              |
| Jenny Lee Snow         | Pinhead                                                              |
| Elizabeth Green        | Chica Ave                                                            |
| Angelo Rossitto        | Angeleno                                                             |
| Edward Brophy          | Hermano Rollo                                                        |
| Matt McHugh            | Hermano Rollo                                                        |
| John Aasen             | Gigante (No aparece en los créditos)                                 |
| Ernie Adams            | Patrocinador (No aparece en los créditos)                            |
| Jerry Austin           | Enano que le da el cuchillo a Hércules (No aparece en los créditos)  |
| Louise Beavers         | Trabajadora doméstica (No aparece en los créditos)                   |
| Sidney Bracey          | Mayordomo de Hans (No aparece en los créditos)                       |
| Albert Conti           | Terrateniente (No aparece en los créditos)                           |
| Tiny Doll              | Trozo (No aparece en los créditos)                                   |
| Edith                  | Niña que se arrastra sobre sus rodillas (No aparece en los créditos) |
| Delmo Fritz            | Tragaespadas (No aparece en los créditos)                            |
| Murray Kinnell         | Gritón en el espectáculo (No aparece en los créditos)                |
| Michael Visaroff       | Jean el conserje (No aparece en los créditos)                        |

## Producción

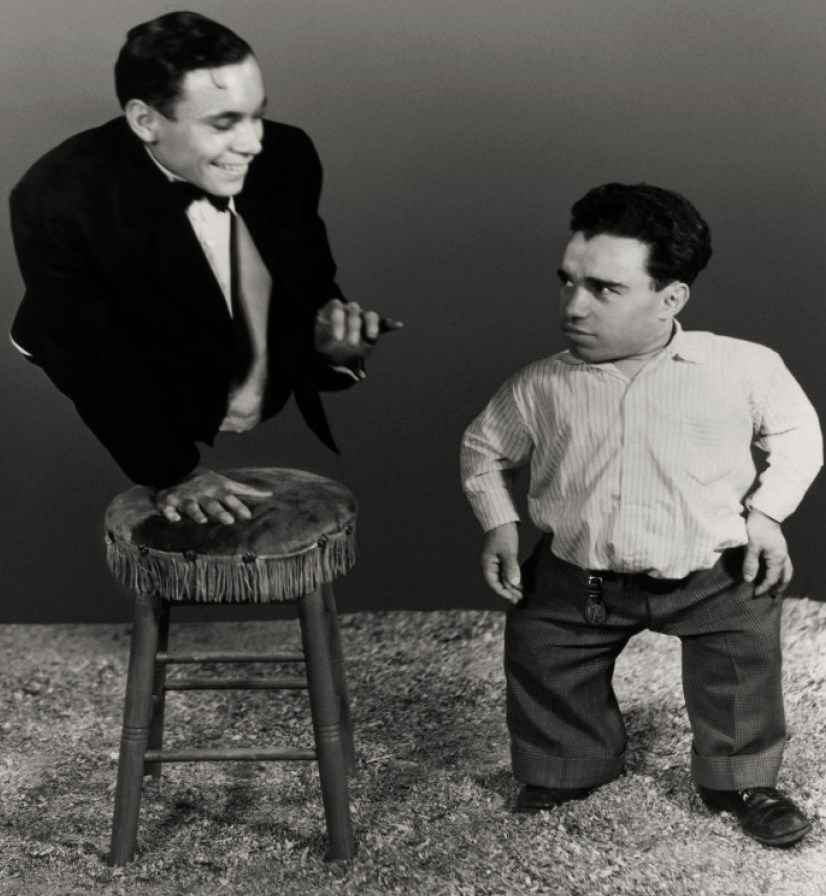
Johnny Eck (izquierda) y Angelo Rossitto (derecha), en una escena de Freaks.

La película fue interpretada por personas con deformidades físicas reales y enfermedades, como enanismo acondroplásico, síndrome de Virchow-Seckel, microcefalia y otros, por lo que no fue necesario el uso de efectos especiales de maquillaje, excepto en una breve escena al final de la película.
Harry Earles (el enano Hans) y Daisy Earles (su prometida Frieda en la película) eran hermanos en la vida real, de origen alemán, y formaron la compañía teatral The Doll Family.

## De la idea original aFreaks
Esta versión cinematográfica de Espuelas toma de su argumento original tan sólo la relación entre Hans y la trapecista, y se centra más en el ambiente que rodea a los personajes principales. La historia de la caída y venganza del enano burlado está mezclada con la extraña vida de sus compañeros de circo, de forma que su vida interior y sus relaciones con los demás se convierten en el verdadero argumento de la película.
Es destacable la figura de grupo que intenta reflejar el director en las relaciones internas de los fenómenos de circo, que forma el verdadero trasfondo de la película: al principio explican que tienen un código que consiste en que el dañar a uno dañará a todos los demás. En la escena de la boda los fenómenos aceptan a la trapecista en su círculo interno: se convierte en "uno de los nuestros".
Cuando se dan cuenta del engaño hacia su compañero Hans, su venganza hará literal ese título. Y esta parte es la única justificación de la calificación de esta película como perteneciente al género de terror.

## Tema
El tema principal de la película es la monstruosidad. Habla sobre la monstruosidad que no se encuentra en el físico de las personas, sino que va más allá de las apariencias, en el interior de las personas. Defiende que el verdadero monstruo es aquel que es capaz de hacer cualquier cosa para conseguir sus propios intereses, sin importar el daño que cause a los demás.

## Recepción y legado
La película fue en el momento de su estreno un enorme fracaso de taquilla y público. Debido a lo controvertido del tema fue considerada repugnante; y entre las reacciones del público hubo gritos, amagos de abortos y desmayos. Sin duda alguna, la sociedad de 1932 no estaba preparada para aceptar la película de Browning y, por culpa de las malas críticas, la Metro, compañía productora de la película, pidió reducir su duración (el metraje pasó de noventa minutos a sesenta y cuatro, añadiendo un prólogo y un epílogo feliz). Aun así, el público no la aceptó y retiraron todas las copias. Durante muchos años, Freaks estuvo prohibida en el Reino Unido, y las reposiciones que a poco de estrenarse se pudieron ver fueron muy escasas, incluso en los Estados Unidos.
Dado el completo desastre de taquilla y público en su época, supuso el inicio del declive de su director, Tod Browning, ya que Freaks horrorizó a los directivos de la Metro-Goldwyn-Mayer para los que trabajaba; a todos menos al productor Irving Thalberg, que la defendió con pasión, tratando de evitarle males mayores a Browning.
No fue hasta 30 años más tarde, en los años sesenta, cuando la incomprensión de la obra de Browning acabó, gracias a la visualización del film en el Festival de Cine de Venecia. Este evento hizo redescubrir la excepcional película a toda una nueva generación, ahora sí preparada para entenderla y admirarla. Hoy en día es considerada como un clásico de culto.
En 1994, la película fue considerada «cultural, histórica y estéticamente significativa» por la Biblioteca del Congreso de Estados Unidos y seleccionada para su preservación en el National Film Registry.

### El términofreak

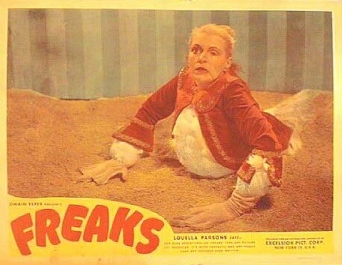
Uno de los carteles promocionales de la película

Una de las consecuencias de esta película fue la aparición en inglés del término freak para designar algo o alguien anómalo, anormal, extraño, marginal.
El término posteriormente se adoptó en el idioma español para nombrar, de forma genérica, primeramente a personas o comportamientos que se salen de la normalidad, que presentan un sentido ciertamente transgresor de las normas o comportamientos sociales y, con el paso del tiempo, se alejó cada vez más de su significado original en inglés, hasta adquirir otro muy distinto.[cita requerida]
Así, la palabra castellanizada friqui (del inglés freaky) se refiere a la persona interesada u obsesionada, con un interés o gusto desmesurado, por un tema, afición o hobby hasta el punto de convertirlo en una forma de vida. El término se refiere actualmente a una gran variedad de personalidades y grupos.[cita requerida]

## Homenajes
La película es homenajeada:
- En la canción "Pinhead", del grupo de Punk Ramones.[8][9]
- En la película Soñadores (2003), de Bernardo Bertolucci.
- En el Pv de Kyoumu densen del grupo Ali Project, cuenta con escenas de la película
- Al comienzo del concierto Freak Show (2005) de Enrique Bunbury, cantante de rock español.
- En la canción El circo de los monstruos, de Los Carniceros del Norte (agrupación española de deathrock postpunk), en su disco 13 cuchilladas.
- En la canción Separated Out, del grupo Marillion, que contiene fragmentos de audio del film.
- En la canción The Monster´s Show Big Parade del álbum Me alimento de bacterias, de Antonio Villa-Toro, músico y pintor.
- En el cortometraje What Maggie's thinking de la serie Los Simpsons, emitido el 11 de octubre de 1987 por FOX. También en el capítulo 4 de la primera temporada de la misma serie, llamado There's No Disgrace Like Home, emitido el 28 de enero de 1990.[10]
- En la canción "Freaks" de Electroespectro.
- En la canción "Cries of the Elephant Man Bones" de Nicole Dollanganger (2012).
- En el segundo capítulo de la temporada 25 de la serie Los Simpsons emitido el 6 de octubre de 2013 (Treehouse of Horror XXIV), recibe un amplio homenaje en el tercer segmento.
- En la introducción de Treehouse of Horror XXIV de la serie animada estadounidense Los Simpsons, se puede ver en una esquina a Johnny Eck, junto a Pinhead.
- En el episodio 3 de la primera temporada de Orange Is the New Black (2013).
- En la película El lobo de Wall Street (2013).[11]
- La serie American Horror Story: Freak Show (2014).
- Freaks FS hizo un homenaje a esta película. La canción se encuentra en el álbum CAPEK.[12]
- En el video del sencillo Friday I'm in Love de 1992 del grupo inglés The Cure, el vocalista Robert Smith lleva una camiseta con una foto de la película (1992).

## Críticas
- Cinemanía, Reboiras, Ramón F.: “Valiente hasta la náusea. Todo un clásico monstruoso”.
- Diario “El País”, Palomo, Miguel Ángel: “El más furibundo alegato a favor de la diferencia de la historia del cine”
- “Slant Magazine”, González, Ed: “Definirla simplemente como una obra maestra Freaks sería menospreciar claramente la lacerante humanidad del filme”.
- Trigales, Javier: “La anormalidad, la poesía y el horror se juntaron para crear algo único.”
- “Hoolywood Clásico”, Cepada, Fabián: “No es un análisis y explotación de la deformidad humana (al menos, física), sino una simple historia cargada de moralidad”.
- Robbins, Tod: “La parada de los monstruos no es un documental. Es una película de Hollywood.”